# Totally Doctor Who
Totally Doctor Who est une émission de télévision pour enfant produite et diffusée par la BBC entre le 13 avril 2006 et le 29 juin 2007 en accompagnement de la saison 2 et de la saison 3 de la série Doctor Who. Elle fut arrêtée après la 3e saison de Doctor Who, sans doute parce que la série spin-off  The Sarah Jane Adventures prenait le relais comme seule émission pour enfant basée sur l'univers de Doctor Who.

## Histoire
La première saison du programme fut programmée pour suivre la saison 2 de Doctor Who. L'émission, présentée par Barney Harwood et Liza Barker, était diffusée sur la BBC One à 17 heures le mercredi, puis en tant que programme de la CBBC, il était rediffusé le vendredi à 18 heures 30 et le samedi sur CBBC Channel juste avant les épisodes de Doctor Who. Il n'y eut pas de Totally Doctor Who en lien avec l'épisode Le Mariage de Noël.
La deuxième saison suivait les épisodes de la saison 3 de Doctor Who. L'émission était diffusée chaque vendredi, après l'épisode de la semaine de Doctor Who, à 17 heures sur BBC One. Cette saison-là, Liz Barker pour cause de grossesse fut remplacée par Kirsten O'Brien.
Le programme n'eut pas de troisième saison.